# Дейкалівська волость
Дейкалівська волость — історична адміністративно-територіальна одиниця Зіньківського повіту Полтавської губернії з центром у селі Дейкалівка.
Станом на 1885 рік — складалася з 18 поселень, 5 сільських громад. Населення 4814 — осіб (2375 осіб чоловічої статі та 2439 — жіночої), 986 дворових господарств.

Старшинами волості були:
- 1900 року Сорока[2];
- 1904 року Кальченко[3];
- 1913 року Прохор Олександрович Іщенко[4];
- 1915 року Климент Олександрович Іщенко[5].